# Jiřího z Poděbrad
Jiřího z Poděbrad – stacja linii A metra praskiego (odcinek II.A), położona w dzielnicy Vinohrady, pod placem Jerzego z Podiebradów (náměstí Jiřího z Poděbrad, stąd nazwa stacji).

## W kulturze masowej
- Stacji poświęcony jest utwór Stanice Jiřího z Poděbrad czeskiego pieśniarza Jaromira Nohavicy. Jego polską wersję, zatytułowaną Na stacji Jerzego z Podiebrad, wykonuje Zbigniew Zamachowski.
- Od zapowiedzi wyjazdu pociągu z tej stacji rozpoczyna się piosenka 'A Reminder' brytyjskiej grupy Radiohead.